# O Duplo (filme)
O Duplo (The Double) é um filme de 2013 escrito e dirigido por Richard Ayoade e estrelado por Jesse Eisenberg e Mia Wasikowska. O filme é baseado no romance O Duplo, de Fiódor Dostoiévski. Trata-se de um homem levado ao colapso quando ele é usurpado por um sósia. O filme foi produzido pela Alcove Entertainment, com Michael Caine, Graeme Cox (Attercop), Tessa Ross (Film4) e Nigel Williams como produtores executivos.

## Premissa
Simon (Jesse Eisenberg) é um homem tímido que leva uma vida isolada num mundo indiferente. Ele é negligenciado no trabalho, zombado pela mãe e ignorado pela mulher dos seus sonhos. Ele se sente impotente para mudar quaisquer um desses fatores. A chegada de um novo colega de trabalho, James, serve para perturbar o equilíbrio. James é o exato dublê físico de Simon e seu oposto – confiante, carismático e popular com as mulheres. Para o horror de Simon, James começa lentamente a assumir o controle de sua vida.

## Elenco
- Jesse Eisenberg como Simon James/James Simon[7]
- Mia Wasikowska como Hannah
- Wallace Shawn como Sr. Papadopoulos
- Noah Taylor como Harris
- Yasmin Paige como Melanie Papadopoulos
- James Fox como O Coronel
- Cathy Moriarty como Kiki
- Phyllis Somerville como Sra. James
- Kobna Holdbrook-Smith como guarda / doutor
- Tony Rohr como Rudolph
- Susan Blommaert como Liz
- Jon Korkes como detetive
- Tim Key como cuidador
- Lloyd Woolf como investigador
- Lydia Ayoade como aplicadora do teste
- Sally Hawkins como recepcionista no baile
- Saul Williams como segurança no baile
- J Mascis como zelador
- Christopher Morris
- Chris O'Dowd como enfermeiro

## Produção
Em fevereiro de 2012, foi relatado que Richard Ayoade dirigiria The Double, estrelado por Jesse Eisenberg e Mia Wasikowska, no Reino Unido. A fotografia principal começou em 20 de maio de 2012 em Londres.

## Lançamento
The Double estreou no Festival Internacional de Cinema de Toronto em 7 de setembro de 2013. Em outubro de 2013, a Magnolia Pictures adquiriu os direitos do filme para um lançamento nos Estados Unidos em 2014. Estreou em Portugal em 8 de maio de 2014 e no Brasil em 26 de fevereiro de 2015.

### Receita
O filme estreou em dois cinemas nos Estados Unidos e arrecadou 14 mil dólares. Ele arrecadou 145 mil dólares na América do Norte e 1,3 milhões de dólares internacionalmente, com um total de 1,4 milhões de dólares.